# Booyah
«Booyah» es una canción de Big Room House y Drum and Bass realizada por los dúos neerlandeses Showtek y We Are Loud! con la colaboración del vocalista, también neerlandés, Sonny Wilson. Fue lanzado inicialmente el 19 de agosto de 2013, a través de Spinnin' Records, y relanzado el 18 de octubre de 2013 con el apoyo de Polydor Records. Debutó en la quinta ubicación de la lista de sencillos del Reino Unido, siendo su primer lanzamiento en este territorio. Además ingresó en las listas de los Países Bajos, Irlanda, Francia y Bélgica. El video musical fue dirigido por Andrew Attah y rodado en el Muswell Hill, Crouch End y el Finsbury Park de Londres.

## Lista de canciones
| Descarga digital |                       |          |  |
| N.º              | Título                | Duración |  |
| 1.               | «Booyah» (Radio edit) | 3:35     |  |
| 2.               | «Booyah»              | 5:11     |  |

| Descarga digital - remix EP |                                             |          |  |
| N.º                         | Título                                      | Duración |  |
| 1.                          | «Booyah» (Lucky Date Remix)                 | 4:15     |  |
| 2.                          | «Booyah» (Cash Cash Remix)                  | 5:07     |  |
| 3.                          | «Booyah» (Brooks Remix)                     | 6:37     |  |
| 4.                          | «Booyah» (JP Candela & Alexander Som Remix) | 6:53     |  |
| 5.                          | «Booyah» (Jesus Navas Remix)                | 5:40     |  |

## Posicionamiento en listas y certificaciones

### Listas semanales
| Lista (2013–14)                        | Mejor posición |
| -------------------------------------- | -------------- |
| Alemania (Official German Charts)      | 56             |
| Australia (ARIA Singles Chart)         | 87             |
| Austria (Ö3 Austria Top 40)            | 50             |
| Bélgica (Flandes) (Ultratop 50)        | 23             |
| Bélgica (Valonia) (Ultratop 50)        | 25             |
| Canadá (Hot 100)                       | 98             |
| Dinamarca (Tracklisten)                | 33             |
| Escocia (Scottish Singles Sales Chart) | 2              |
| Eslovaquia (Radio Top 100 Chart)       | 42             |
| Estados Unidos (Hot Dance Club Songs)  | 2              |
| Francia (SNEP)                         | 22             |
| Irlanda (IRMA)                         | 40             |
| Países Bajos (Dutch Top 40)            | 14             |
| Reino Unido (UK Singles Chart)         | 5              |
| Reino Unido (UK Dance Chart)           | 1              |
| República Checa (Radio Top 100 Chart)  | 12             |
| Suecia (Sverigetopplistan)             | 56             |
| Suiza (Schweizer Hitparade)            | 45             |

### Certificaciones
| País        | Organismo certificador | Certificación | Ventas  | Ref.   |
| ----------- | ---------------------- | ------------- | ------- | ------ |
| Reino Unido | BPI                    | Plata         | 200 000 | [ 26 ] |